# FC Triesen
El FC Triesen és un club de futbol de Liechtenstein que juga a la ciutat de Triesen. Juga a la lliga suïssa de futbol.

## Palmarès
- Copa de Liechtenstein de futbol: 8
  - 1946, 1947, 1948, 1950, 1951, 1965, 1972, 1975